# Dicerandra
Cyclotrichium és un gènere de plantes d'angiospermes que pertany a la família de les Lamiàcies.

## Espècies seleccionades
| - Dicerandra christmanii - Dicerandra cornutissima - Dicerandra densiflora - Dicerandra frutescens - Dicerandra immaculata | - Dicerandra linearifolia - Dicerandra linearis - Dicerandra odoratissima - Dicerandra radfordiana - Dicerandra thinicola |